# العبال (مبين)

تعديل مصدري - تعديل

العبال هي إحدى قرى عزلة مبين بمديرية مبين التابعة لمحافظة حجة، بلغ تعداد سكانها 2250 نسمة حسب تعداد اليمن لعام 2004.